# 旧下田邸書院及び庭園
旧下田邸書院及び庭園（きゅうしもだていしょいんおよびていえん）は、群馬県高崎市箕郷町西明屋にある江戸時代の建築物とそれに付属する庭園。

## 概要
下田家は江戸時代に当地を支配した安房勝山藩の白川陣屋代官を世襲した家柄で、現在は高崎市箕郷支所敷地内に下田家の邸宅の一部である書院と庭園が保存されている。それらは昭和48年（1973年）8月21日に「旧下田邸書院及び庭園」として群馬県指定重要文化財となっている。江戸時代の下田邸は書院の北東に主屋が接続しており、敷地面積は北側の山林を含めて約3ヘクタール、土蔵の数は13棟に及んでいた。
書院は平屋で切妻造の上屋の四方に下屋が付き、妻入りで東に式台玄関を有する。式台玄関から入ると12.5畳の二の間（下の間）で、その奥が10畳の一の間（上の間）である。一の間は西と北に矩手（かねて）を挟んで床を備えており、北面東側は違い棚となっている。床の深さは西が2尺、北が1尺95寸と浅く、古い様式を示している。一の間・二の間境の欄間は葡萄と栗鼠を透かし彫りにしたもので、優れた彫刻である。また書院を備えていない形式は書院造としては異例と言える。一の間・二の間の西・南が縁側となって庭園に面している。北西には便所があるが後の増築と考えられる。建築時期を桑原稔は17世紀末、村田敬一は19世紀前期と推定している。
庭園には中島のある池の周囲に切石を積み、カエデをはじめとする樹木が植えられていて青翠園の別名がある。庭園は江戸時代前期の様式で、馬庭念流道場で剣術を学んだ中山（堀部）安兵衛によって作庭されたという伝承がある。

書院北西には明治時代の建築とみられる土蔵が現存する。昭和48年（1973年）まで当地にあった表門は解体によって明治39年（1906年）の建築であることが判明しており、現在は新潟県南魚沼市の関興寺に移築されている。

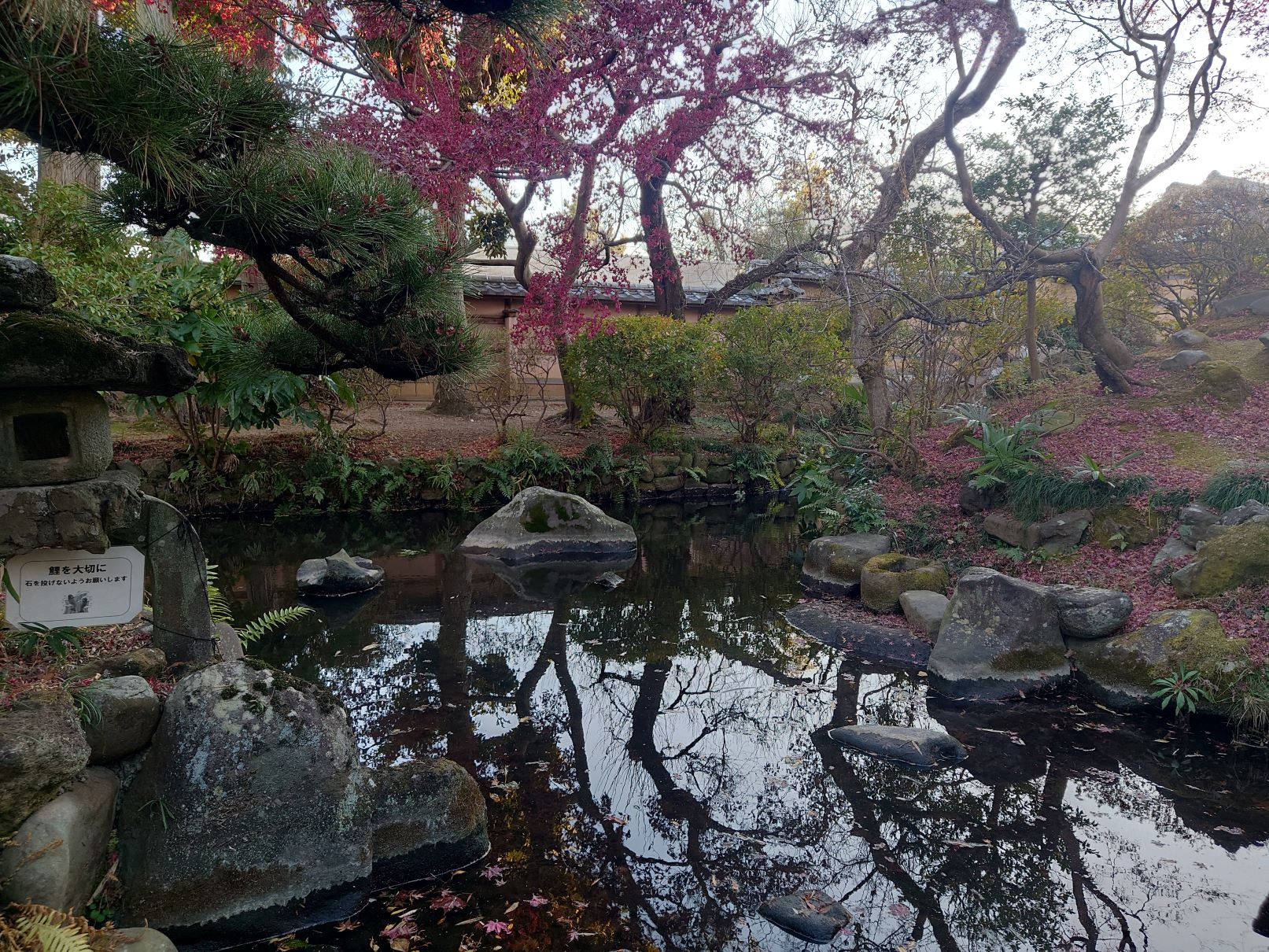
庭園
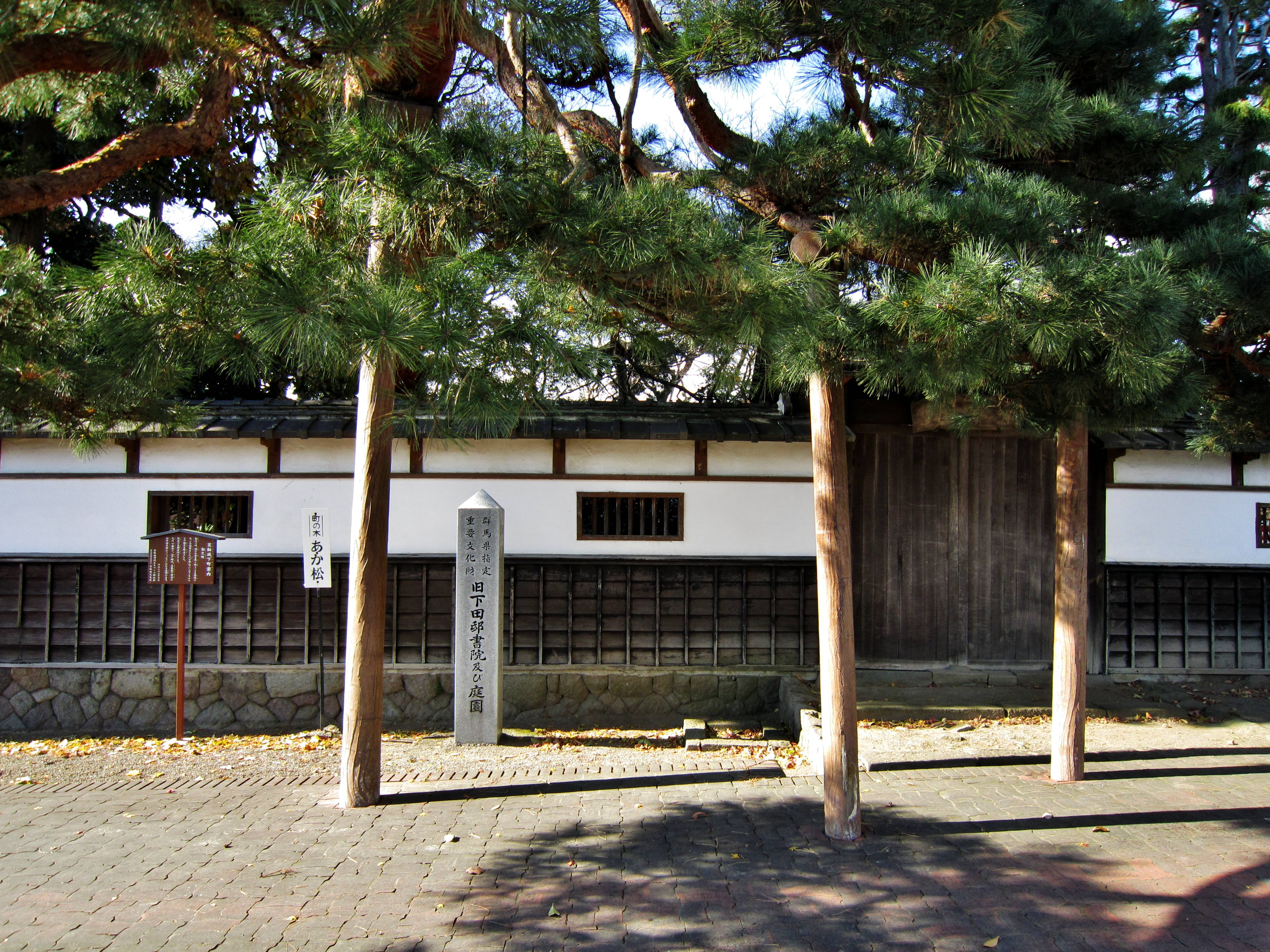
群馬県指定重要文化財石標

## 下田家
下田家は本姓藤原氏、伊豆国下田の出と伝わる。下田大膳政勝が上野国平井（現・藤岡市平井）に移り上杉憲政に仕えたが、憲政が天文20年（1551年）北条氏康に敗れて箕輪城主・長野業政を頼った際、政勝は長野氏の家臣になったという。永禄3年（1560年）の「関東幕注文」にも「箕輪衆」として「下田」の名が、また同年の「上野国箕輪城軍評着到帳」にも「下田宇平太」の名がある。永禄9年（1566年）に箕輪城が落城すると、長野業盛とともに家老4家の一角だった下田大膳政勝も自刃したが、その子右馬之丞善春は当地に土着した。
善春を初代とし、酒造などを営んだ下田家は、7代・理大夫政広が安房勝山藩の家臣となり白川陣屋の代官となった。政弘が天明3年（1783年）に改鋳した青竜山松山寺の梵鐘は高崎市指定重要文化財となっている。8代・連蔵知広は漆園・欽亭・青翠園と号し、高橋道斎や山本北山を師とし、文化元年（1804年）の市河寛斎『全唐詩逸』出版を財政面で支えた。10代・連蔵智房は明治維新後大区長を務めた。11代・純一郎智房は戸長や県会議員を務め、12代・恭介も町会議員を務め箕輪城址史跡保存会長として史跡保存に尽力した。

## 白川陣屋
白川陣屋（しらかわじんや）は、江戸時代に上野国群馬郡白川村（現・群馬県高崎市箕郷町白川）に存在した安房勝山藩の陣屋。同藩は白川村周辺に白岩・本郷・高浜・富岡・西明屋・和田山・白川の7か村3000石の領地を有しており、それらを支配するために白川陣屋を設置して西明屋村の下田氏を代官とした。
明治10年（1877年）の『郡村誌』によれば白川陣屋は天和2年（1682年）に建設され、規模は東西25間・南北22間だったが、明治維新により岩鼻県に組み入れられた際取り崩されたとされている。図面によれば東に川、南に道と門があり、敷地は塀で囲まれていた。陣屋は中庭や白洲のある東西9間・南北6間の建築で、敷地内には他に牢屋敷・倉・稲荷などがあった。
跡地は昭和49年（1974年）10月22日に高崎市の史跡に指定されている。